# Jailly
Jailly település Franciaországban, Nièvre megyében. Lakosainak száma 67 fő (2022. január 1.). Jailly Sainte-Marie, Bona, Saint-Saulge és Saxi-Bourdon községekkel határos.

## Népesség
A település népességének változása:
| Lakosok száma | 58   | 55   | 61   | 64   | 68   | 68   | 68   | 68   | 67   |
|               | 2013 | 2015 | 2016 | 2017 | 2018 | 2019 | 2020 | 2021 | 2022 |